# Pietro Sforza Pallavicino
Pietro Sforza Pallavicino (Rim, 28. studenoga 1607. – Rim, 4. lipnja 1667.) bio je talijanski crkveni povjesničar. isusovac, kardinal. Napisao je veliki broj filozofskih, književnih, polemičkih, povijesnih i teoloških spisa. Djelom Povijest koncila u Tridentu (Istoria del concilio di Trento, 1. i 2. knjiga, 1656. – 1657., 2. izdanje 1664.) htio je pobiti stavove koje je iznio Paolo Sarpi o Tridentskom koncilu.